# Orvillers-Sorel

Orvillers-Sorel este o comună în departamentul Oise, Franța. În 1 ianuarie 2022 avea o populație de 519 de locuitori.